# Bogaraš (Senta)
Bogaraš (en cirílico: Богараш; húngaro: Bogaras) es un pueblo serbio ubicado en la provincia autónoma de Voivodina. Es parte del municipio de Senta en el distrito de Banato del Norte. En el censo de 2011 contaba con 567 habitantes.

## Demografía
| Gráfica de evolución demográfica de Bogaraš entre 1948 y 2011 |
|                                                               |